# Ferdinand Monoyer
Ferdinand Monoyer, född 9 maj 1836 i Lyon, död 11 juli 1912 i Lyon, var en fransk ögonläkare, känd för att uppfunnit monoyertavlan år 1872. Samma år föreslog han införandet av enhetsbeteckningen dioptri (dioptrie på franska) för att ange en lins brytningsförmåga.

## Biografi
Monoyers far var en fransk militärläkare och hans mor var från Alsace. Han fick en docentur i medicinsk fysik vid medicinska fakulteten vid Strasbourgs universitet 1871. Han blev chef över den oftalmologiska kliniken vid medicinska fakulteten vid Universitetet i Nancy från 1872 till 1877. Han var också professor i medicinsk fysik vid den medicinska fakulteten vid Lyons universitet från 1877 till 1909. Monoyer avled vid 76 års ålder och begravdes på Cimetière de la Guillotière i Lyon.